# Число развязывания

Трилистник развязывается путём переключения одного моста.

Число развязывания в теории узлов — один из важных инвариантов узла, минимальное число переключения мостов, то есть число переходов сквозь себя, после чего узел развязывается.

## Числа развязывания некоторых узлов
Любой составной узел имеет число развязывания по меньшей мере два, а потому любой узел с числом развязывания единица является простым. Следующая таблица показывает числа развязывания для первых нескольких узлов:

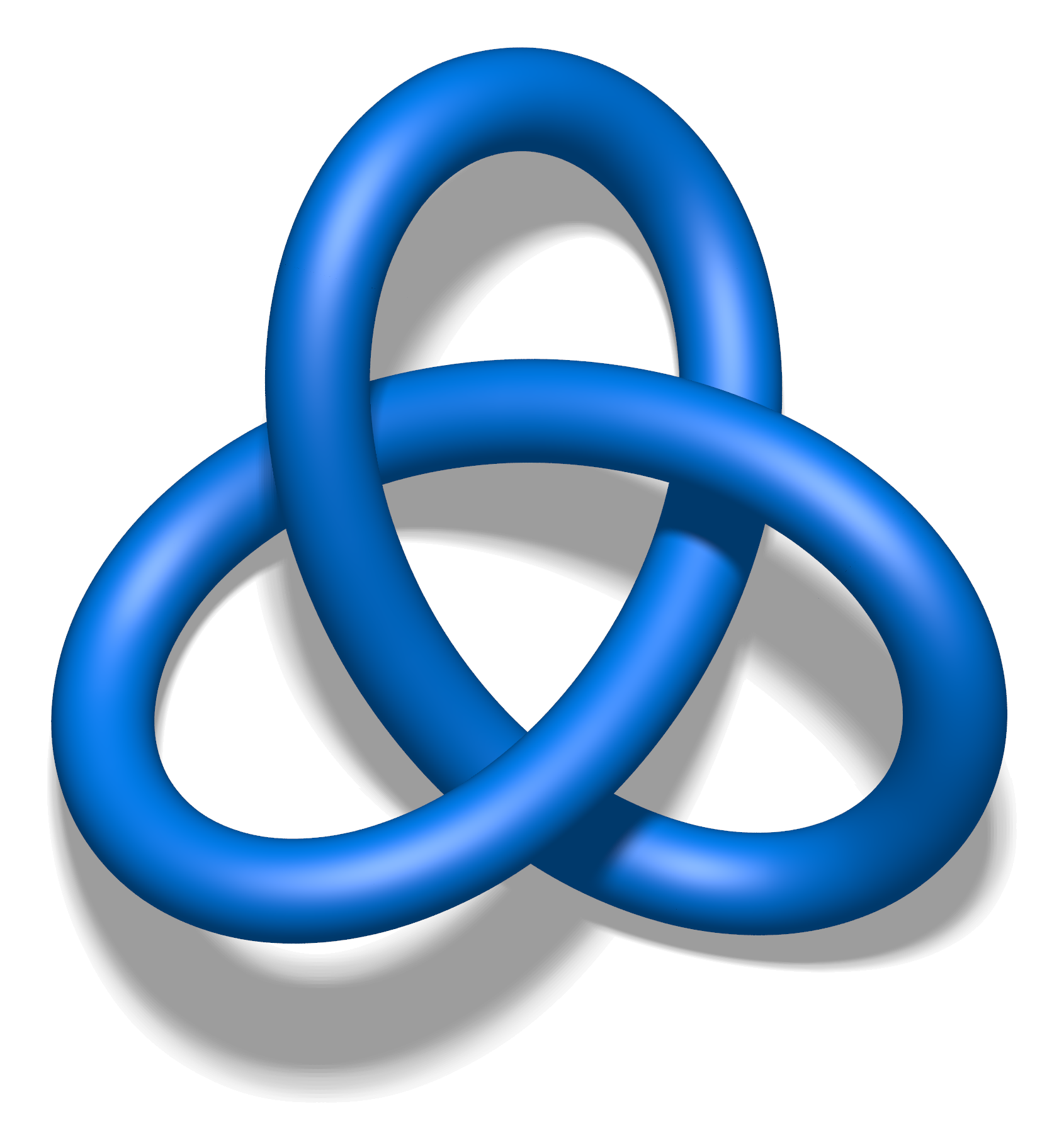
трилистник число развязывания = 1
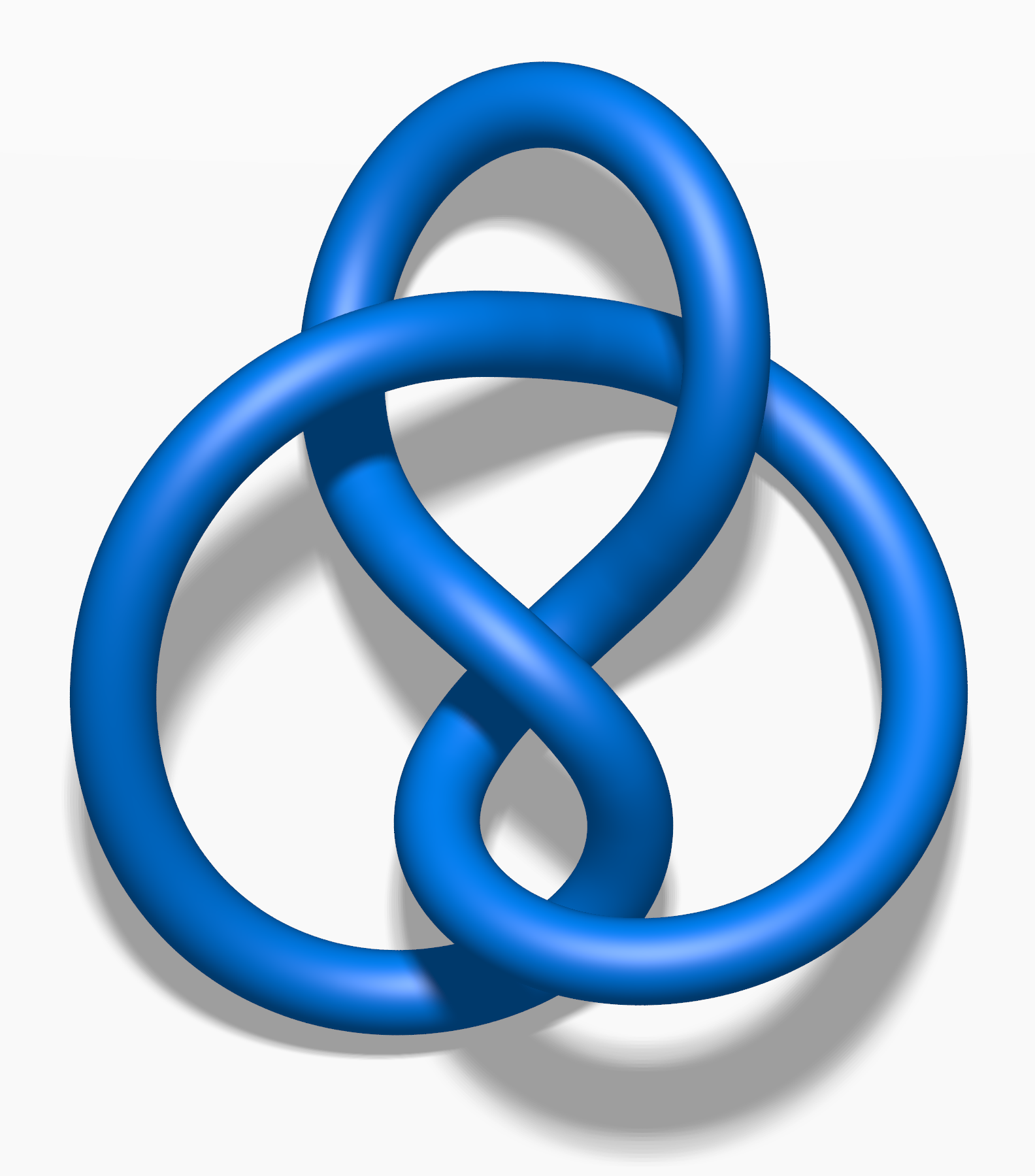
Восьмёрка число развязывания =  1
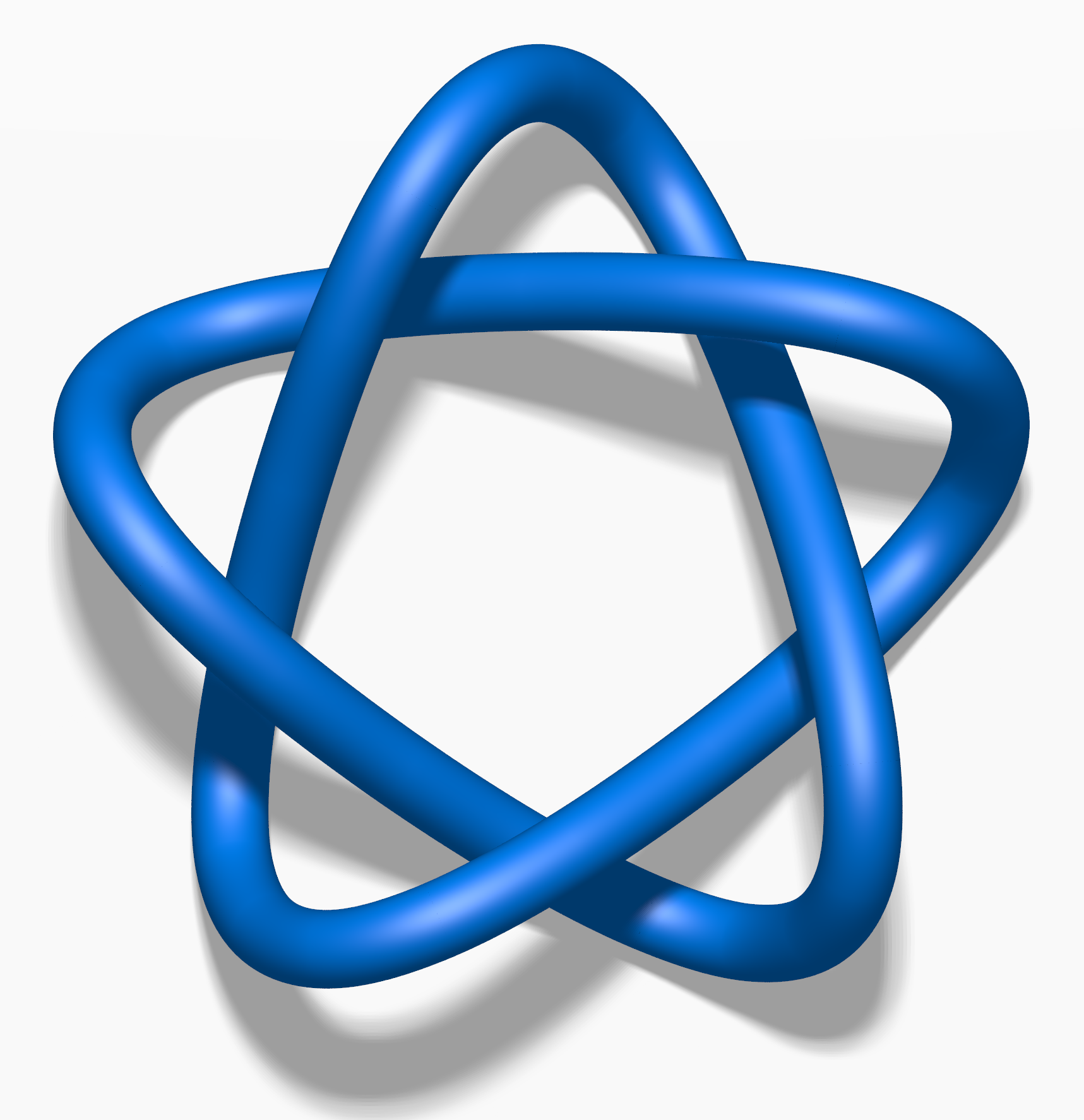
Лапчатка число развязывания = 2
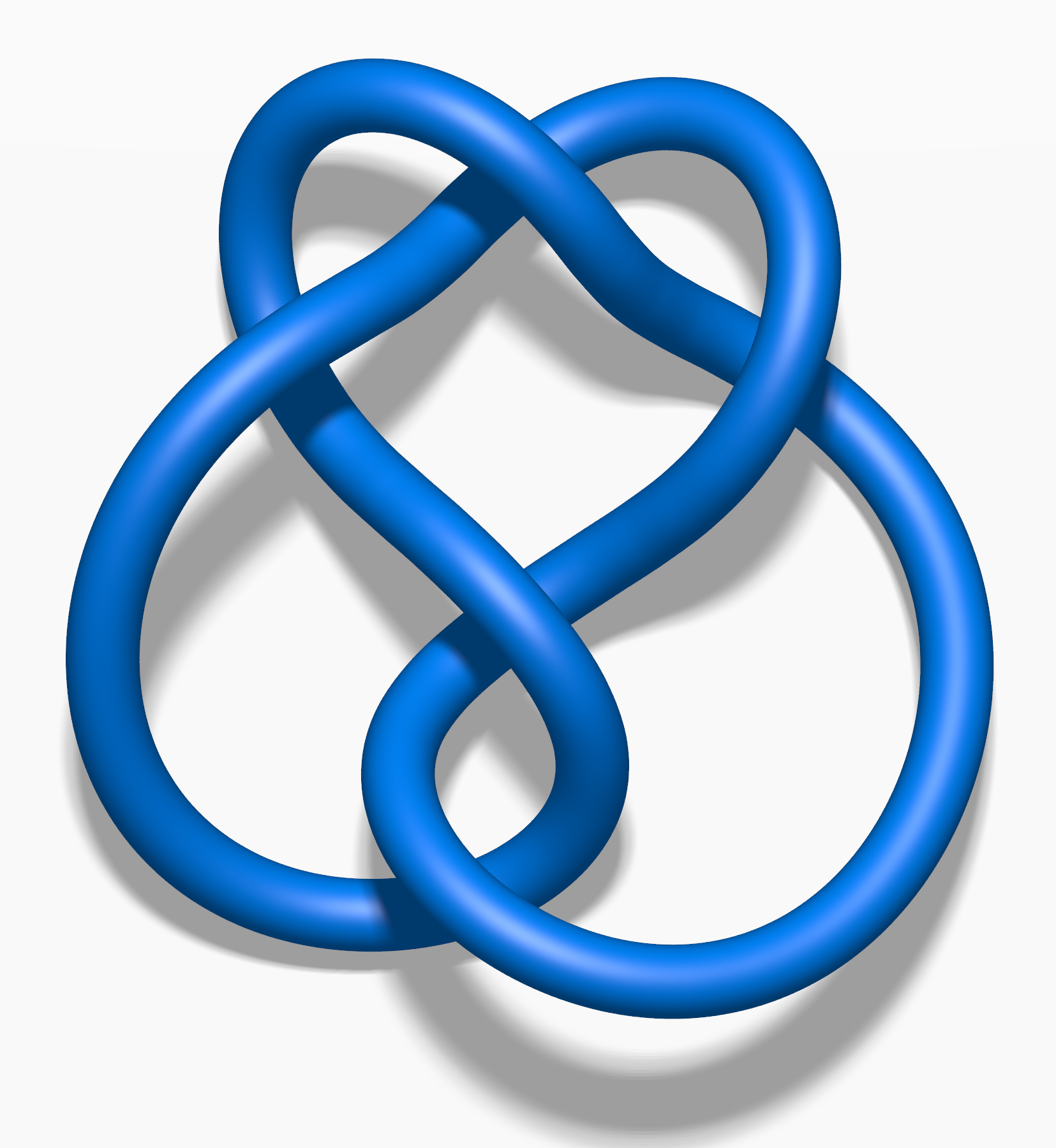
Узел в три полуоборота число развязывания = 1
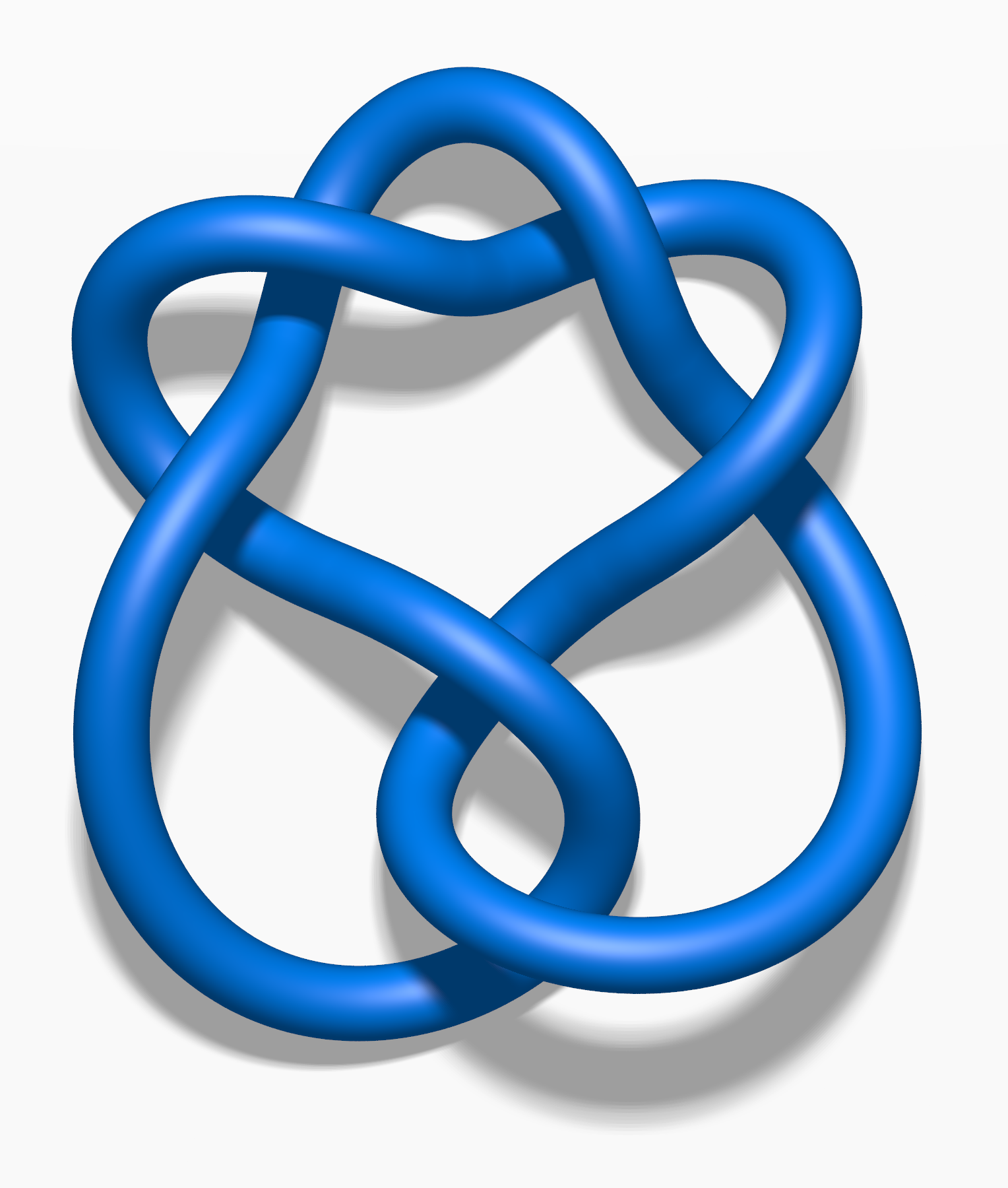
Стивидорный узел число развязывания = 1
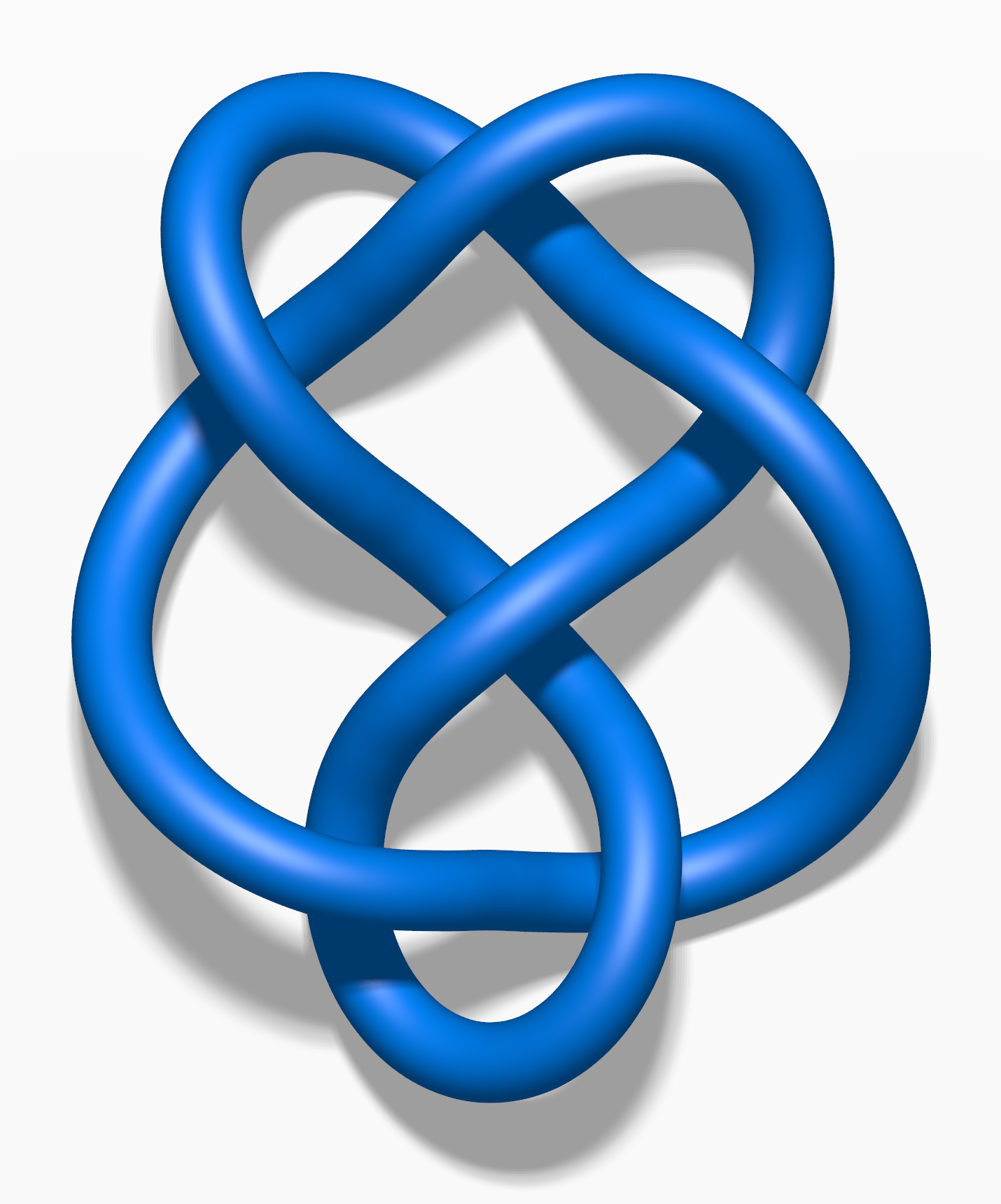
6₂[англ.] число развязывания = 1
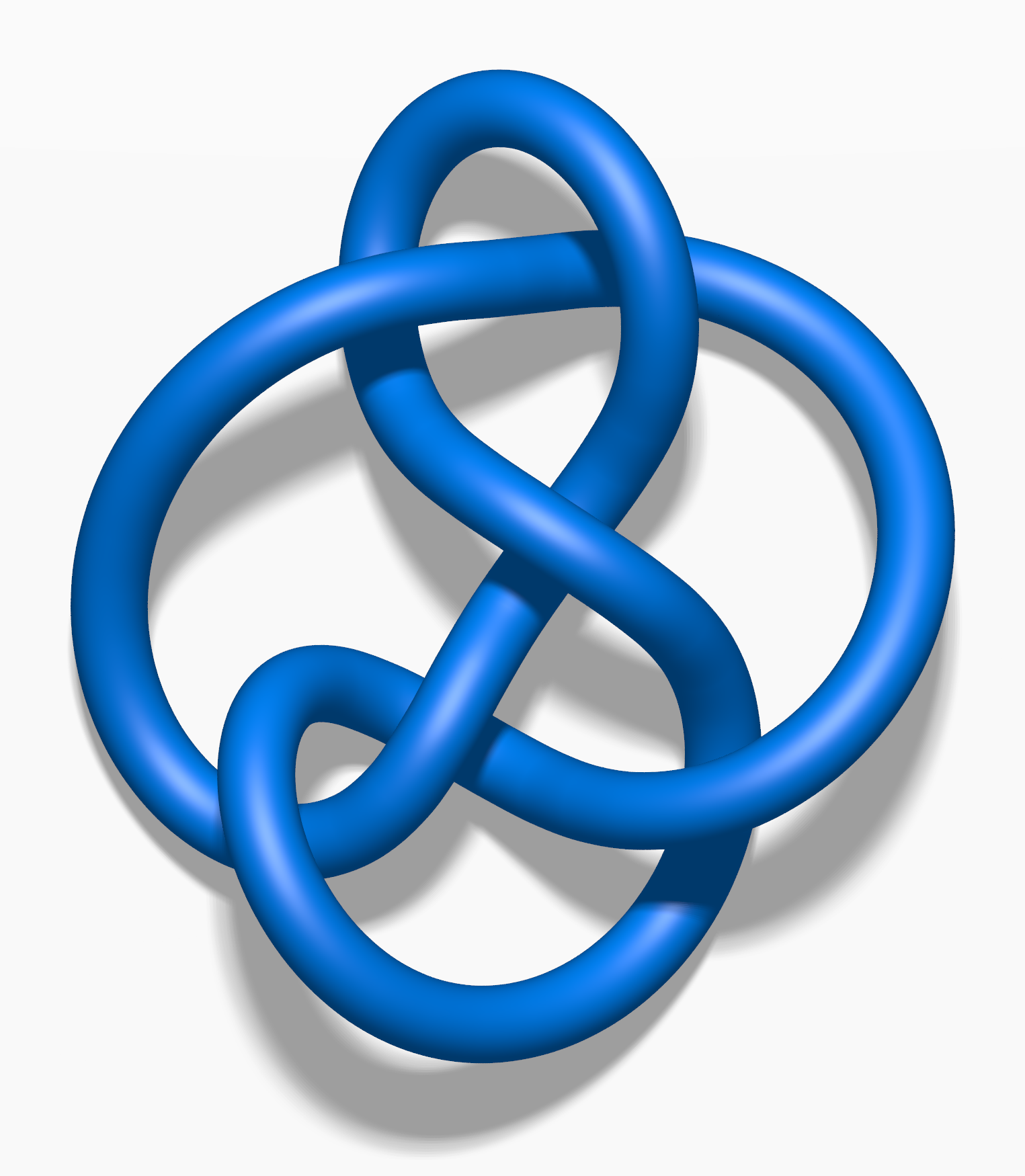
6₃[англ.] число развязывания = 1
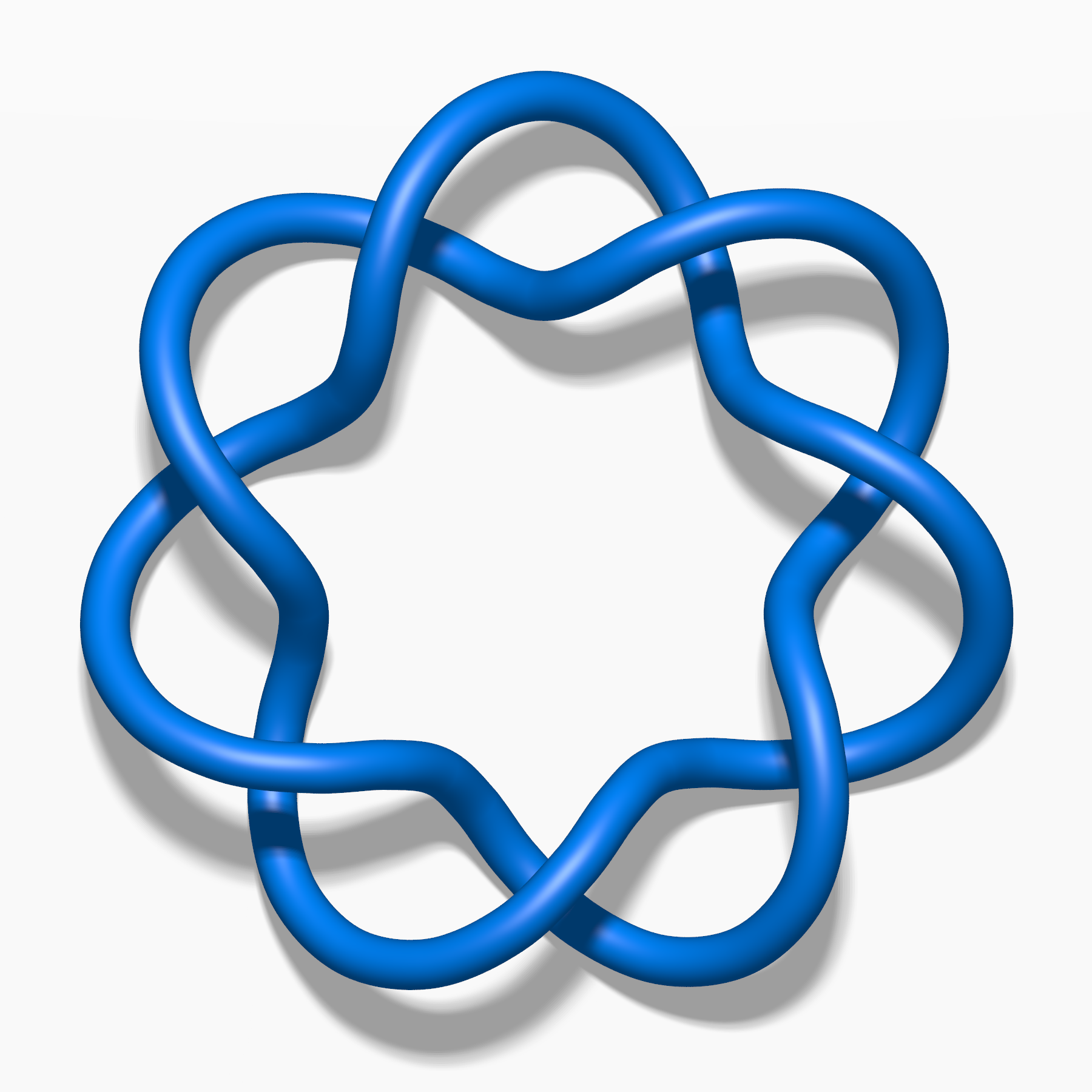
7₁[англ.] число развязывания = 3

## Свойства
Если узел имеет число развязывания {\displaystyle n}, существует диаграмма узла, которая может быть приведена к тривиальному узлу переключением {\displaystyle n} пересечений.
Число развязывания узла всегда меньше половины его числа пересечений.
В общем случае достаточно сложно определить число развязывания заданного узла. Случаи, для которых число развязывания известно:
- Число развязывания нетривиального скрученного узла всегда равно единице.
- Число развязывания {\displaystyle (p,q)}-торического узла равно {\displaystyle (p-1)(q-1)/2}.
- Числа развязывания простых узлов с числом пересечений девять и менее известны[3] (число развязывания простого узла 1011 не известно).

## Другие числовые инварианты узлов
- Число пересечений
- Число мостов
- Коэффициент зацепления
- Число отрезков